# Cnidocil

Schéma du derme oral d'un polype

Un cnidocil est le nom du cil sensitif des cnidoblastes.

## Fonctionnement
Les cnidocil sont des éléments mécanosensibles (en), c'est-à-dire mécaniquement sensibles aux interactions qu'ils ont avec leur environnement.